# North Smithfield
North Smithfield es un pueblo ubicado en el condado de Providence en el estado estadounidense de Rhode Island. En el año 2000 tenía una población de 10,618 habitantes y una densidad poblacional de 170.6 personas por km².

## Geografía
North Smithfield se encuentra ubicado en las coordenadas 41°59′17″N 71°33′7″O / 41.98806, -71.55194. Según la Oficina del Censo, la ciudad tiene un área total de 64,1 km² (24,7 mi²), de la cual 62,3 km² (24,1 mi²) es tierra y 1,8 km² (0,7 mi²) (2.83%) es agua.

## Demografía
Según la Oficina del Censo en 2000 los ingresos medios por hogar en la localidad eran de $58,602, y los ingresos medios por familia eran $67,331. Los hombres tenían unos ingresos medios de $43,133 frente a los $30,748 para las mujeres. La renta per cápita para la localidad era de $25,031. Alrededor del 3.5% de la población estaban por debajo del umbral de pobreza.